# Cyclisme à Montréal
Pour un article plus général, voir Transports à Montréal.

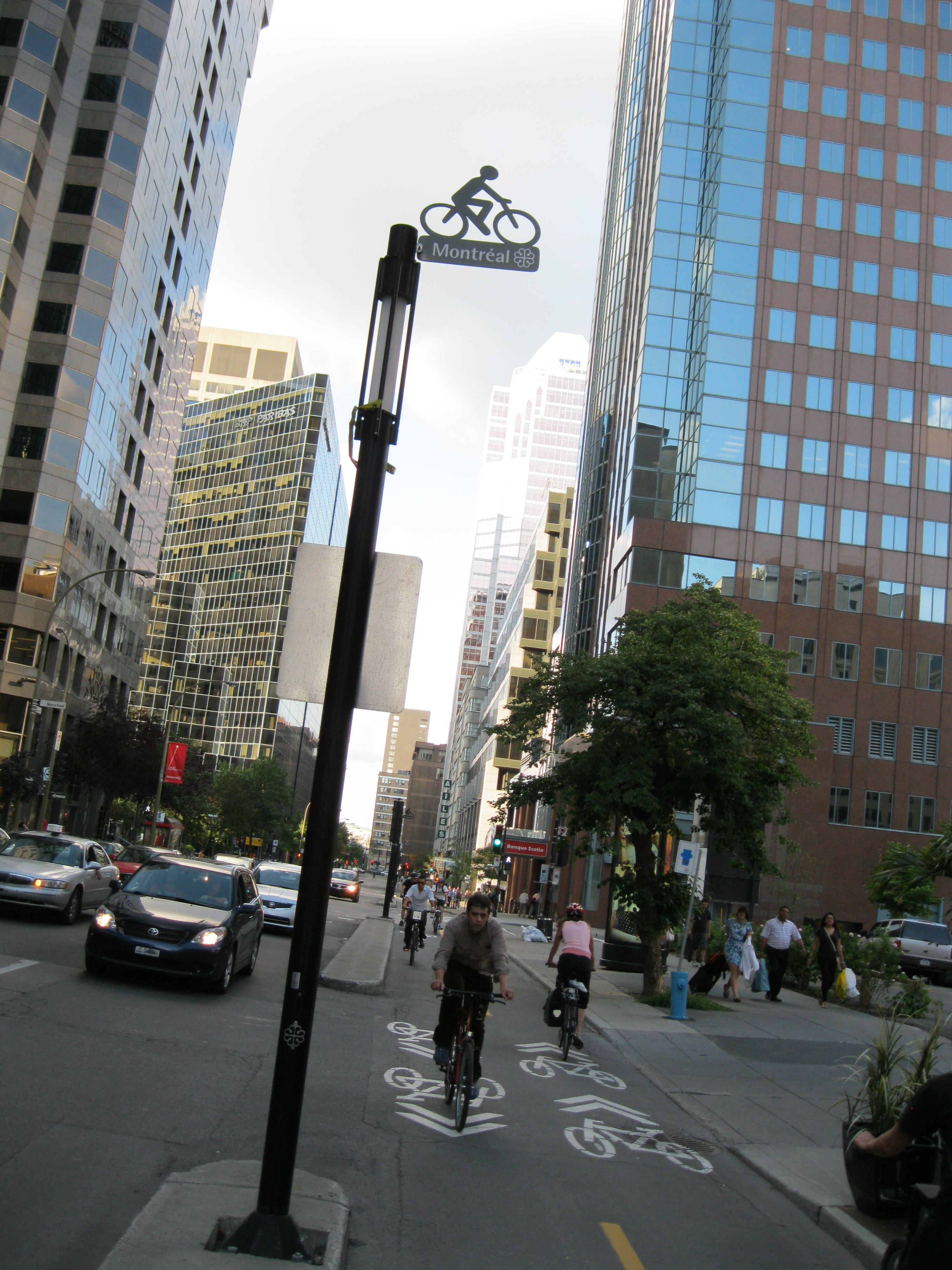
Piste Claire-Morissette, au centre-ville de Montréal

La pratique du vélo à Montréal est l'une des plus importantes en Amérique du Nord. L'agglomération de Montréal possède un réseau qui couvrait près de 1 083 km en 2024. Certaines pistes du réseau, dont la piste Claire-Morissette et l'Axe Nord-Sud, subissent un fort achalandage. Les utilisateurs de vélo montréalais ont accès à un système de vélos en libre service appelé BIXI qui offrait l'accès à près de 5 200 bicyclettes réparties dans 460 stations en 2015. La ville de Montréal considère d'ailleurs que le « vélo est une composante essentielle du système de transport montréalais ». En mai 2019, l'important projet du Réseau express vélo est lancé et les premiers axes sont inaugurés en 2020.

## Histoire
Bien qu'il existe déjà quelques tronçons de voies cyclables à Montréal au milieu des années 1970, c'est à cette époque que la Communauté urbaine de Montréal commence à planifier de façon plus sérieuse la création d'un véritable réseau cyclable sur l'île. Déjà plusieurs études ont été effectuées entre 1975-1977, sans résultats tangibles, mais en 1977 Parcs Canada débutait la réalisation de la piste de la « Voie maritime » entre les écluses Sainte-Catherine et  l'estacade du pont Champlain.
Dans les années 1980, des actions sont menées par Le Monde à bicyclette, une association de cyclisme urbain qui promeut notamment une meilleure prise en compte des déplacements à vélo dans l'urbanisme montréalais. Les militants parmi lesquelles Robert Silverman et Claire Morissette organisent notamment des manifestations à vélo, des die-in, etc. La piste cyclable Claire-Morissette est ainsi nommée après une des figures de proue du mouvement.

## Contexte et culture du vélo
Lors de la présentation de son plan de transport en 2007, la ville de Montréal affirmait l'importance qu'elle accorde à l'utilisation du vélo comme moyen de transport ainsi qu'au développement de son réseau cyclable. Le plan de transport identifie les axes d'améliorations des infrastructures cyclables que la ville entend prioriser pour favoriser le développement de l'usage du vélo. Les infrastructures de stationnements, l'intégration du vélo aux systèmes de transports publics (taxi, train, métro et autobus), le doublement de l'étendue du réseau cyclable à 800 km et l'amélioration de la desserte des secteurs d'emploi font partie des objectifs de la ville. Le plan de transport met aussi l'accent sur les besoins d'entretenir et d'améliorer le réseau existant, en particulier au niveau des liens interrives.
Une étude réalisée par Vélo Québec portant sur l'utilisation du vélo mentionne qu'il y a eu une augmentation de 10 % de l'usage du vélo à Montréal entre 2005 et 2010 et une augmentation de l'étendue du réseau cyclable de la ville de 160 km. Un autre facteur notable favorisant l'utilisation du vélo par les Montréalais est l'arrivée du BIXI en 2009. L'utilisation du vélo pour se rendre au travail est l'un des axes de développement prioritaire des organismes gouvernementaux, favorisé par le fait que plus du tiers des travailleurs montréalais demeurent à moins de cinq kilomètres de leur lieu de travail. L'usage du vélo comme moyen de transport utilitaire est passé de 25 à 53 % chez les cyclistes montréalais entre 2000 et 2010. La part modale du vélo représente 1,6 % de tous les déplacements des Montréalais en 2008, mais dépasse 5 % dans les quartiers centraux. Les statistiques de l'utilisation du BIXI avec des pointes d'utilisation le matin et le soir démontrent une nette tendance à l'augmentation de l'utilisation du vélo comme moyen de transport utilitaire. Les trajets effectués à vélo sont en général courts, moins de 3,5 km, et les promoteurs du vélo mentionnent qu'une part importante des trajets automobiles ayant ces caractéristiques pourrait aussi se faire à vélo.

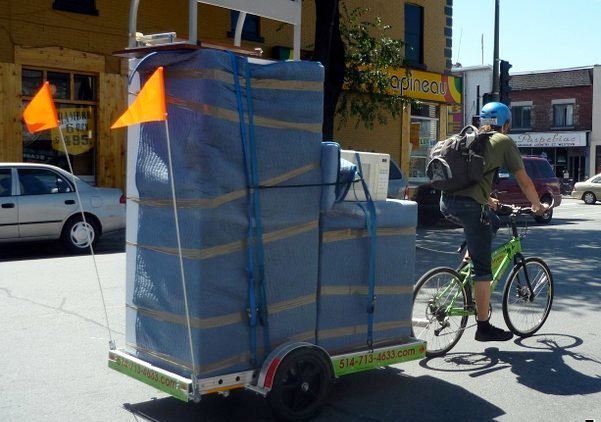
Service de déménagement à vélo
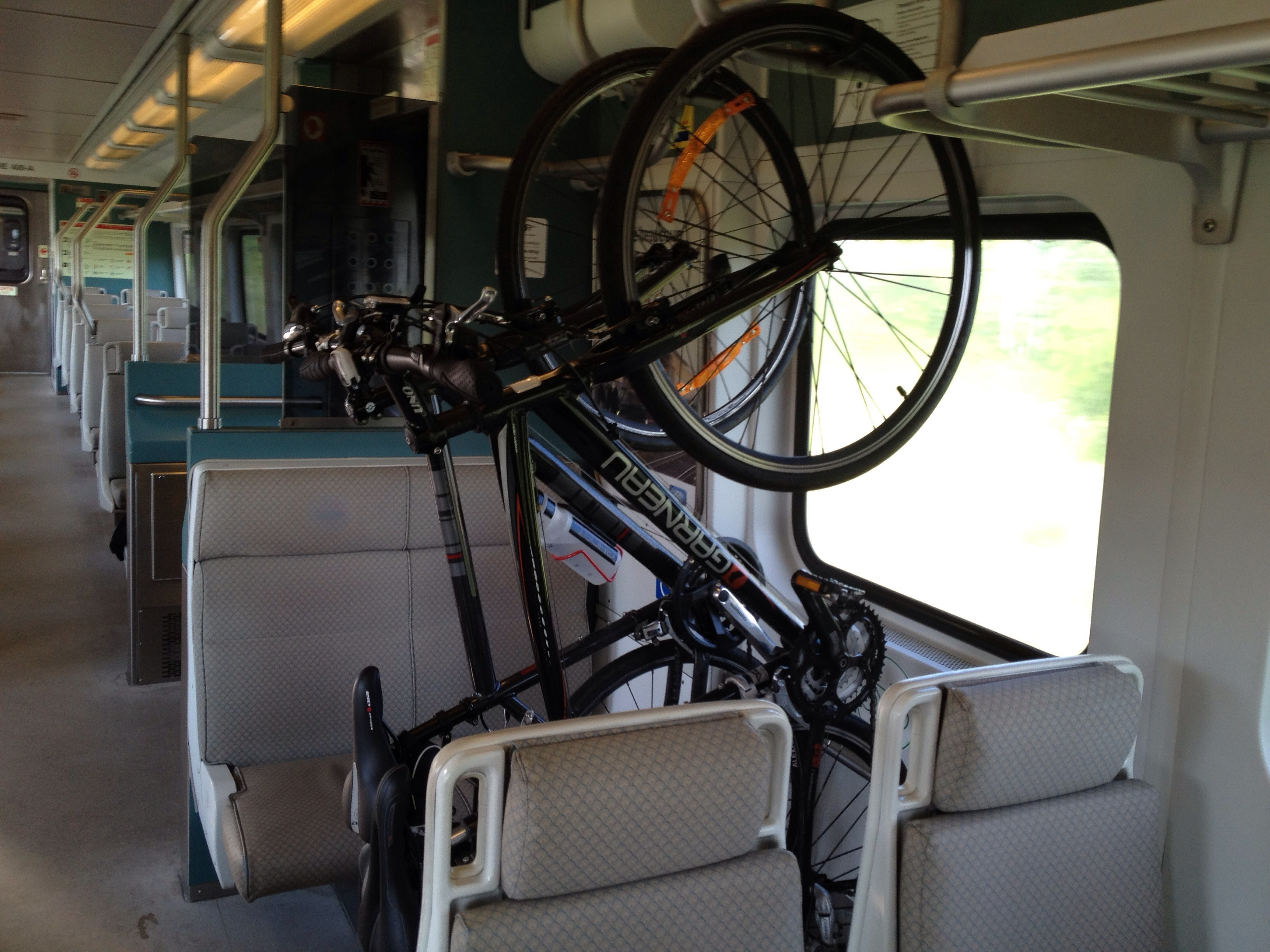
Vélos à bord d'un train de l'Agence métropolitaine de transport
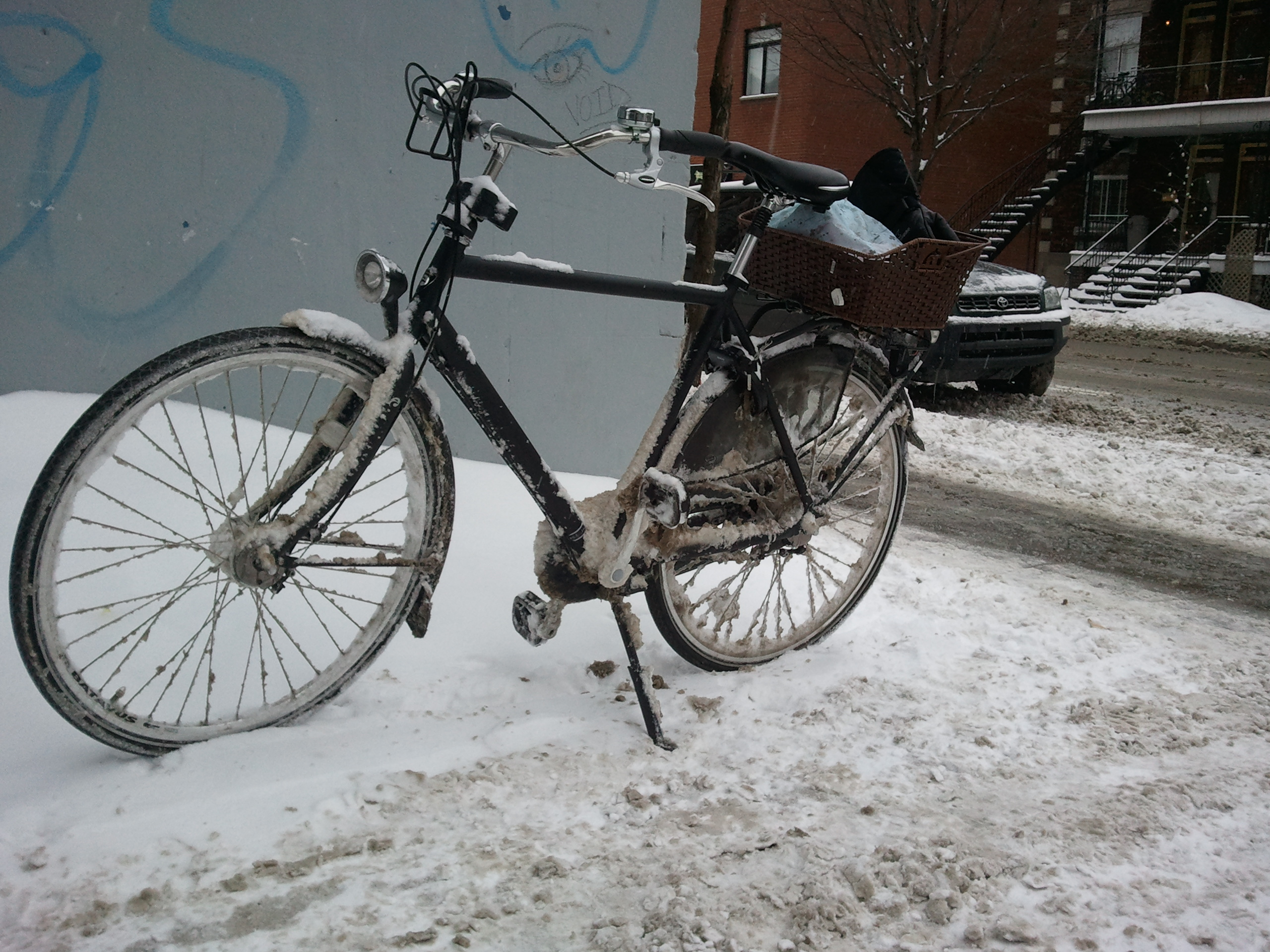
Certains Montréalais pratiquent le vélo en hiver

## Réseau

### Description

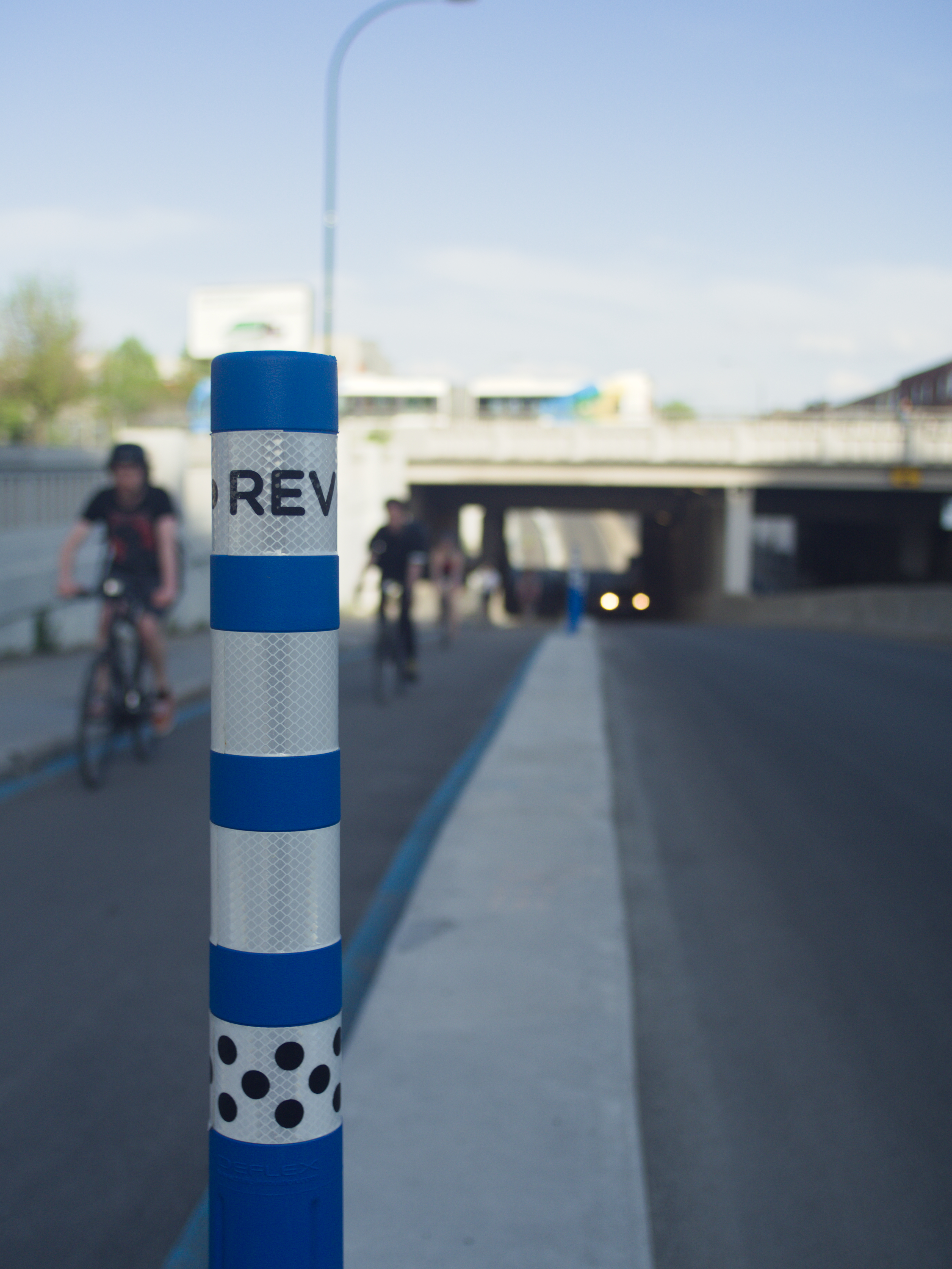
L'axe Berri–Lajeunesse–Saint-Denis (Axe 1) du Réseau express vélo de Montréal, ici à hauteur du viaduc Saint-Denis, à l'endroit du décès de la cycliste Mathilde Blais en avril 2014.

Montréal possède un réseau cyclable de plus de 650 km, développé surtout dans le centre, le sud et le sud-ouest de l’île (arrondissements de LaSalle, de Verdun, Le Sud-Ouest et du centre, Ville-Marie, Mercier–Hochelaga-Maisonneuve, Le Plateau-Mont-Royal, Rosemont–La Petite-Patrie et Villeray–Saint-Michel–Parc-Extension). Le réseau montréalais est rattaché à la Route verte québécoise, itinéraire cyclable qui devrait s’étendre, à son achèvement, sur près de 4 300 km, ce qui en fera le plus grand itinéraire cyclable d’Amérique.
Parmi les pistes cyclables les plus fréquentées, on retrouve notamment la piste cyclable des Berges, qui relie l’arrondissement Verdun aux limites ouest de Lachine, longeant sur toute sa longueur le fleuve Saint-Laurent ainsi que l'Axe Nord-Sud, passant par les rues Christophe-Colomb, Boyer et Berri pour se terminer dans le Vieux Port de Montréal. Les cyclistes souhaitant se rendre sur la rive sud de Montréal peuvent emprunter le pont Jacques-Cartier ou encore la passerelle au nord du pont Victoria reliant l’île de Montréal aux îles Sainte-Hélène et Notre-Dame, elles-mêmes reliées à la ville de Longueuil.
Après plusieurs années de stagnation, l'ajout de pistes cyclables au réseau de la ville a depuis peu repris avec, entre autres, la construction d'une piste sur le boulevard de Maisonneuve ainsi que d'une autre sur le chemin de la Côte-Sainte-Catherine, terminée en 2008, qui permet de rejoindre la piste située sur la rue Rachel.
Depuis 2020, Montréal a vu la mise en place des premiers axes du projet Réseau express vélo, un réseau d'aménagements urbains proposant des pistes cyclables protégées, plus larges et la plupart du temps unidirectionnelles. Le projet, s'il est mené à bon terme, vise à doter la métropole d'un ensemble de pistes cyclables totalisant 184 km sur 17 axes, maintenues ouvertes toute l'année.

### Liste des principales pistes
- Axe Berri–Lajeunesse–Saint-Denis du Réseau express vélo (REV), d'une longueur de 10 km
- Axe Bellechasse du REV, d'une longueur de 6,2 km
- Axe Souligny du REV, d'une longueur de 5,3 km
- Axe Nord-Sud faisant partie de la Route verte et d'une longueur de 10 km
- Piste cyclable de l'avenue Christophe-Colomb, d'une longueur de 6,9 km
- Piste cyclable du boulevard De Maisonneuve (ou piste Claire-Morissette), d'une longueur de 11,3 km
- Piste cyclable du boulevard Gouin (entre les parcs-nature du Bois-de-Liesse et de la Pointe-aux-Prairies), d'une longueur d'environ 31 km
- Piste cyclable de la rue Notre-Dame Est (entre l'avenue De Lorimier et la pointe est de l'île dans le district de Pointe-aux-Trembles), d'une longueur d'environ 23 km
- Piste polyvalente de l'Aqueduc, d'une longueur de 7,8 km
- Piste polyvalente des Berges, d'une longueur de 22 km
- Piste polyvalente du Canal de Lachine, d'une longueur de 14 km.

## Aménagements

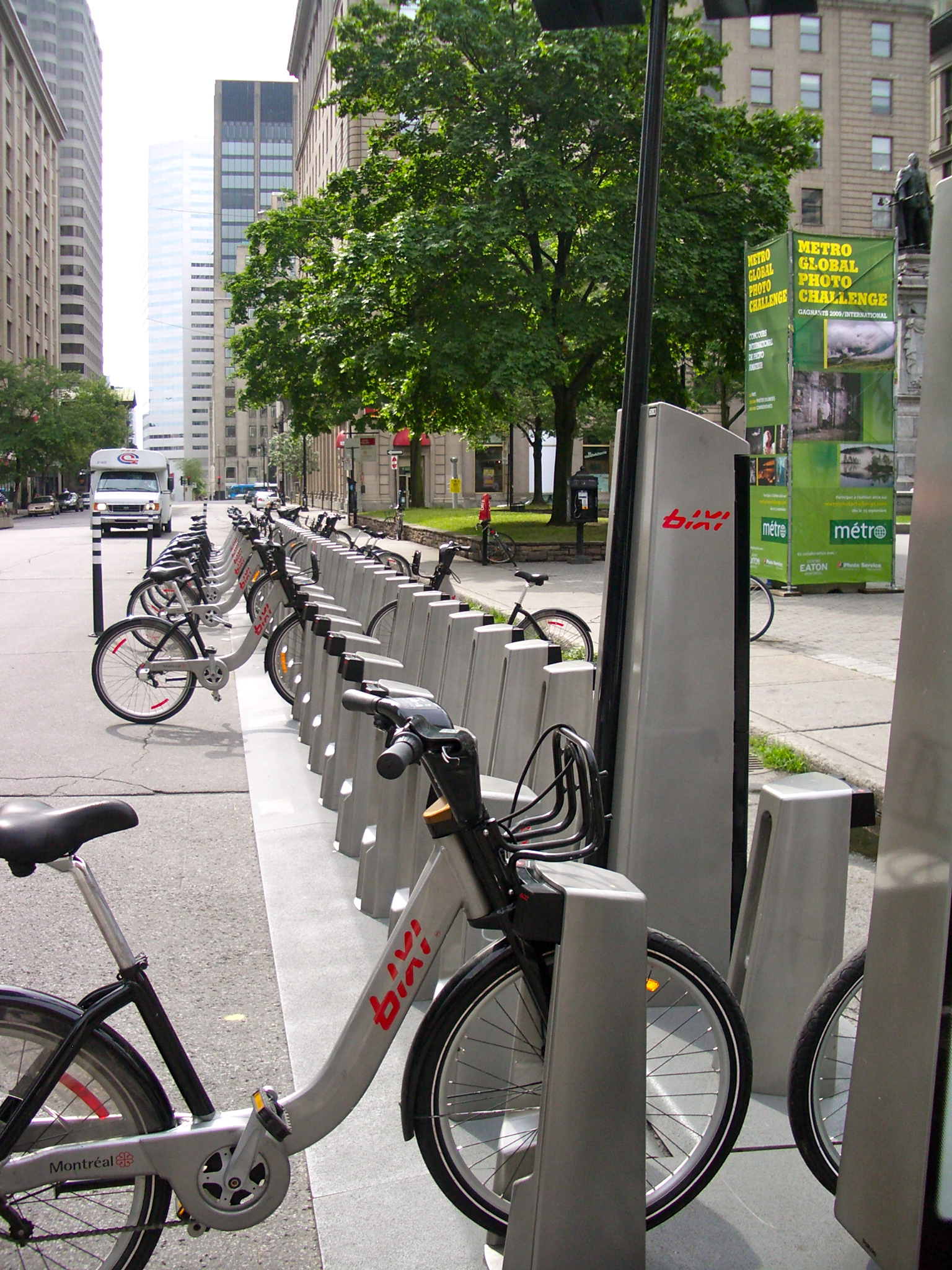
Borne BIXI dans le Vieux-Montréal

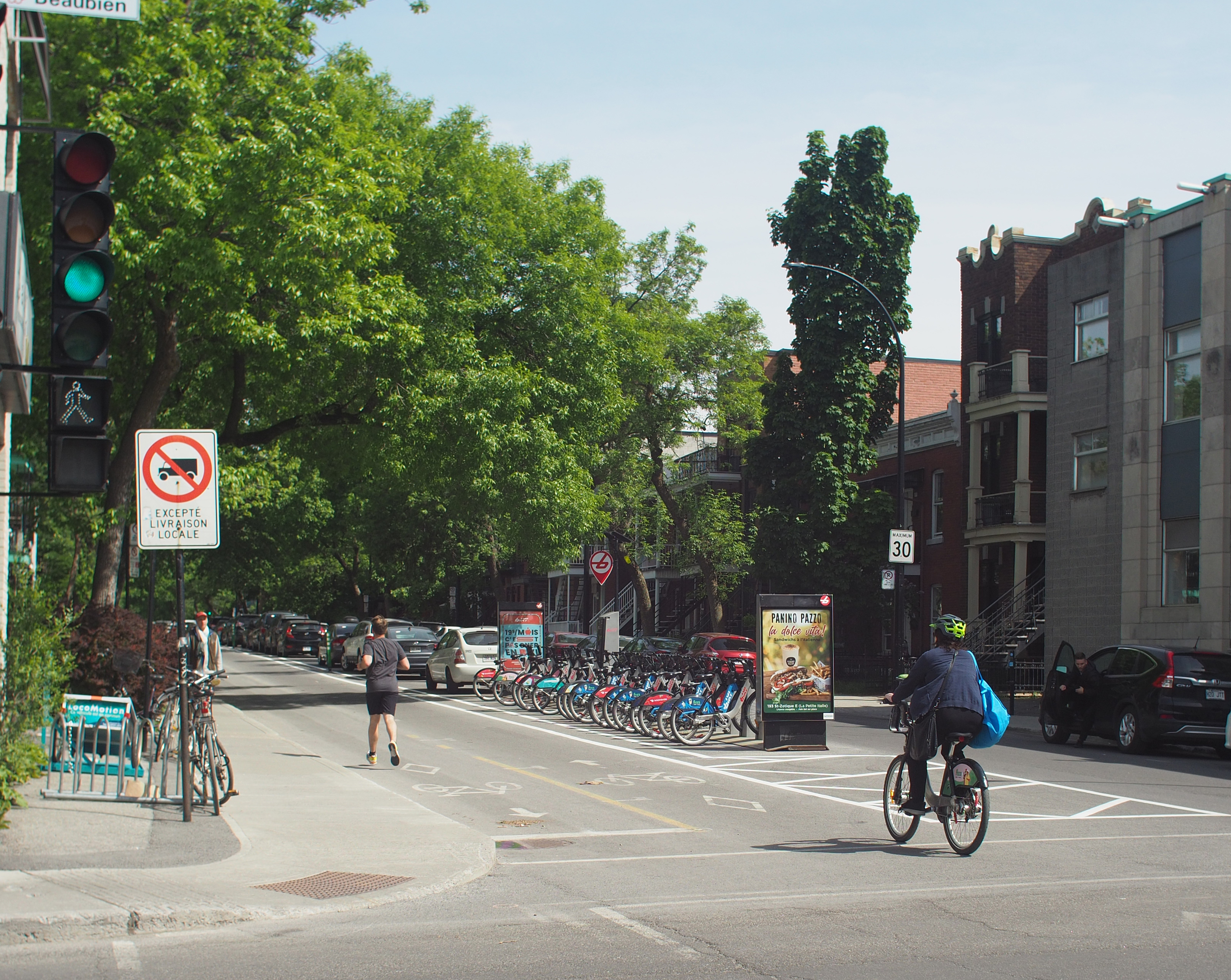
En 2020, l'arrondissement de Rosemont–La Petite-Patrie a sensiblement augmenté son réseau de pistes cyclables protégées, notamment avec la mise en place de la piste bidirectionnelle protégée de l'avenue de Chateaubriand.

Montréal catégorise son réseau cyclable selon la façon dont il s'intègre au réseau de transport et identifie quatre types d'aménagements différents.
- La chaussée désignée caractérise le type d'aménagement sur rue ayant été désigné de façon officielle comme une voie cyclable partagée par les cyclistes et l'auto[10].
- La bande cyclable désigne un espace aménagé sur la chaussée, à droite de la voie de circulation dédiée à l'automobile, et réservé aux cyclistes. Ce type d'aménagement permet son utilisation par les cyclistes à l’année et son entretien est facile à effectuer. Son concept permet l'utilisation cycliste usuelle et ceux qui l'empruntent le font très souvent dans le cadre de leurs « déplacements utilitaires »[10].
- La piste cyclable est une chaussée construite sur un site propre et entièrement séparée de la circulation automobile. Il s'agit d'une voie autonome de circulation qu'on retrouve majoritairement[10].
- La piste cyclable sur rue est aménagée à même la chaussée mais une séparation physique la sépare de la voie de circulation automobile en permettant ainsi d'augmenter la sécurité des cyclistes qui l'utilisent[10], c'est le cas par exemple pour les tronçons du Réseau express vélo ou encore de la piste cyclable protégée sur l'avenue de Chateaubriand dans l'arrondissement Rosemont–La Petite-Patrie.

## Activités

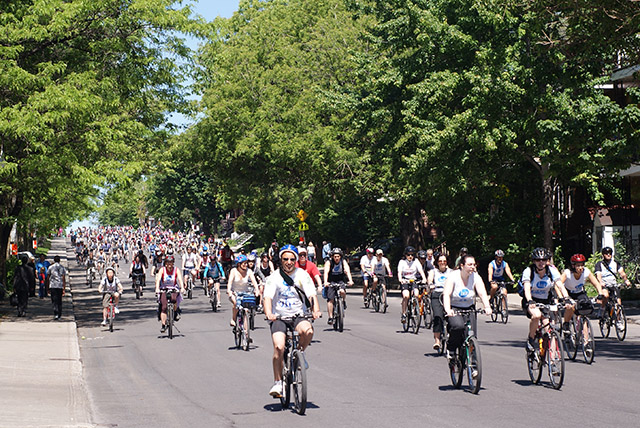
Le Tour de l'île est une activité de sensibilisation au cyclisme

L'organisme Vélo Québec organisme de nombreux événements sur le réseau cyclable.
- Festival Go vélo Montréal
  - Tour de l'île de Montréal
  - Tour la Nuit
  - Défi métropolitain
  - Opération vélo-boulot
- Vélo sous zéro